# SUPER BALANCE
『SUPER BALANCE』（スーパー・バランス）は 1994年1月31日に発売されたKATSUMI5枚目のオリジナル・アルバム。

## 解説
KATSUMIのシングル・アルバムを通して初のオリコンチャート1位獲得となった作品。
メジャー・デビューから約4年での達成であった。
全11曲のうち9曲がタイアップ楽曲となった。KATSUMIのアルバムとして最多となっている。
歌詞ブックレットや裏ジャケットには本作のコンセプトとなるKATSUMIによる散文詩が記されている。
本作ではKATSUMIと初顔合わせになる高橋研、「It's my JAL」以来3年ぶりとなる鈴木キサブローから楽曲提供されている。

## 収録曲
全作詞：渡辺克巳／作曲：石川洋（特記以外）高橋研（5）鈴木キサブロー（8）／全編曲：武部聡志
1. POWER (Balance of Power)（5：29）[1]
  - GCカードCMソング。
  - 後にプロモーション・シングルとしてシングルカット[2]。
  - 12枚目のシングル「もう二度と戻れない」のカップリング曲。
2. 僕達のコレクション（5：16）[1]
  - NHK『みんなのうた』使用曲。
3. 君を離さない（4：41）[1]
  - 第12回アジア競技大会・広島1994イメージソング。
4. DREAMIN（4：49）[1]
  - 慶応進学会CMソング・中山競馬場プロモート・ビデオBGM。
  - 1996年に「DREAMIN' 〜Brand-New Mix〜」としてリカット。
5. 笑顔がいいね（4：27）[1]
  - 大塚製薬『オロナミンC』CMソング。
6. 彷徨（4：57）[1]
7. SATURDAY NIGHT HEROES（4：28）[1]
  - 11枚目のシングル「笑顔がいいね」カップリング曲。
  - 広島ホームテレビ『たわわのTARZAN』オープニング・テーマ。
8. You are Special（4：56）[1]
  - サークルKCMソング。
9. 君のもとへ（4：51）[1]
  - TBSテレビ『ムーブ』エンディング・テーマ。
10. LIFE OF THE STRONGEST MAN（6：30）[1]
  - 映画「新ファンキー・モンキー ティーチャー どつかれたるねん!」挿入歌。
11. ICE on FIRE（4：45）[1]